# Corigliano-Rossano
Corigliano-Rossano – miasto i gmina (po włosku comune) w regionie Kalabria. Gmina została utworzona w dniu 31 marca 2018 roku z połączenia gmin Corigliano Calabro i Rossano